# Carević
Carević (carevak, belevalija; lat. Bellevalia), rod trajnica iz poroodice šparogovki smješten u tribus Hyacintheae, dio potporodice Scilloideae.
Pripada mu sedamdesetak vrsta rasprostranjenih od Sredozemlja do centralne Azije. U Hrvatskoj postoje dvije vrste, dvojbeni i rimski carević

## Vrste
1. Bellevalia anatolica B.Mathew & Özhatay
2. Bellevalia assadii Wendelbo
3. Bellevalia aucheri (Baker) Losinsk.
4. Bellevalia bayburtensis Sefali & Yildirim
5. Bellevalia behcetii Pinar, Eroglu & Fidan
6. Bellevalia brevipedicellata Turrill
7. Bellevalia chrisii Yildirim & B.Sahin
8. Bellevalia ciliata (Cirillo) T.Nees
9. Bellevalia clusiana Griseb.
10. Bellevalia crassa Wendelbo
11. Bellevalia cyanopoda Wendelbo
12. Bellevalia cyrenaica Maire & Weiller
13. Bellevalia decolorans Bornm.
14. Bellevalia densiflora Boiss.
15. Bellevalia desertorum Eig & Feinbrun
16. Bellevalia douinii Pabot & Mouterde
17. Bellevalia dubia (Guss.) Schult. & Schult.f.
18. Bellevalia edirnensis Özhatay & B.Mathew
19. Bellevalia eigii Feinbrun
20. Bellevalia feinbruniae Freitag & Wendelbo
21. Bellevalia flexuosa Boiss.
22. Bellevalia fominii Woronow
23. Bellevalia galitensis Bocchieri & Mossa
24. Bellevalia glauca (Lindl.) Kunth
25. Bellevalia gracilis Feinbrun
26. Bellevalia hermonis Mouterde
27. Bellevalia heweri Wendelbo
28. Bellevalia hyacinthoides (Bertol.) K.Perss. & Wendelbo
29. Bellevalia juliana Bareka, Turland & Kamari
30. Bellevalia koeiei Rech.f.
31. Bellevalia koyuncui Karabacak & Yildirim
32. Bellevalia kurdistanica Feinbrun
33. Bellevalia leucantha K.Perss.
34. Bellevalia longipes Post
35. Bellevalia longistyla (Miscz.) Grossh.
36. Bellevalia lypskyi (Miscz.) E.Wulff
37. Bellevalia macrobotrys Boiss.
38. Bellevalia malatyaensis Uzunh. & H.Duman
39. Bellevalia mathewii Özhatay & Koçak
40. Bellevalia mauritanica Pomel
41. Bellevalia modesta Wendelbo
42. Bellevalia montana (K.Koch) Boiss.
43. Bellevalia mosheovii Feinbrun
44. Bellevalia multicolor Wendelbo
45. Bellevalia nivalis Boiss. & Kotschy
46. Bellevalia olivieri (Baker) Wendelbo
47. Bellevalia palmyrensis Feinbrun
48. Bellevalia paradoxa (Fisch. & C.A.Mey.) Boiss.
49. Bellevalia parva Wendelbo
50. Bellevalia pseudofominii Özhatay & E.Kaya
51. Bellevalia pseudolongipes Karabacak & Yildirim
52. Bellevalia rixii Wendelbo
53. Bellevalia romana (L.) Sweet
54. Bellevalia salah-eidii Täckh. & Boulos
55. Bellevalia sasonii Fidan
56. Bellevalia saviczii Woronow
57. Bellevalia sessiliflora (Viv.) Kunth
58. Bellevalia shiraziana Parsa
59. Bellevalia sirnakensis (Yild.) Yild.
60. Bellevalia sitiaca Kypriotakis & Tzanoud.
61. Bellevalia speciosa Woronow ex Grossh.
62. Bellevalia spicata (Raf.) Boiss.
63. Bellevalia stepporum Feinbrun
64. Bellevalia tabriziana Turrill
65. Bellevalia tauri Feinbrun
66. Bellevalia trifoliata (Ten.) Kunth
67. Bellevalia tristis Bornm.
68. Bellevalia turkestanica Franch.
69. Bellevalia undulatifolia Özhatay, Gürdal & E.Kaya
70. Bellevalia validicarpa Ponert
71. Bellevalia vuralii B.Sahin & Aslan
72. Bellevalia warburgii Feinbrun
73. Bellevalia webbiana Parl.
74. Bellevalia wendelboi Maassoumi & Jafari
75. Bellevalia zoharyi Feinbrun